# Bataille d'Abou Goulem
Guerre civile tchadienne
Batailles
- Adré
- Borota
- 1re N'Djaména
- Abou Goulem
- Massakory
- Massaguet
- 2de N'Djaména
- Am Zoer
- Am Dam
- Tamassi

La bataille d'Abou Goulem est livrée les 26 et 27 novembre 2007, durant la guerre civile tchadienne.
En provenance du Soudan, une forte colonne motorisée rebelle de l'UFDD (Union des forces pour la démocratie et le développement) se heurte à Abou Goulem aux forces de l'ANT (Armée nationale tchadienne) commandées par le président Idriss Déby. Une bataille s'engage, les véhicules tout-terrain des deux armées se chargeant et s'affrontant à bout portant dans une lutte sans merci qui se transforme en mêlée. 
Les forces gouvernementales remportent la victoire et capturent une vingtaine de 4x4 adverses mais subissent des pertes très lourdes : une centaine de tués et près de 350 blessés.
À la suite de ce revers, les combattants de l'UFDD se replient au Soudan, d'où et avec l'appui de deux autres mouvements rebelles, ils mènent une nouvelle offensive contre N'Djaména en janvier 2008.

## Sources
- Yves Debay, Le Rezzou, magazine Assaut, numéro 28, avril 2008.